# Silvère Ganvoula
Silvère Ganvoula M'boussy (22 juni 1996) is een Congolees voetballer die bij voorkeur als aanvaller speelt.

## Clubcarrière
Raja Casablanca haalde in 2014 Ganvoula weg bij Patronage Sainte Anne. In 2015 trok hij naar het Turkse Elazığspor, waar hij vijf doelpunten maakte in zestien competitieduels. In 2016 tekende de Congolees een driejarig contract bij KVC Westerlo. Op 31 juli 2016 debuteerde hij in de Eerste klasse, tegen Standard Luik. Hij maakte meteen zijn eerste competitietreffer. Doorheen het seizoen 2017, kocht RSC Anderlecht de spits over van Westerlo en verhuurde deze meteen uit aan Westerlo. Het seizoen daarop werd Ganvoula verhuurd aan KV Mechelen maar werd vroegtijdig teruggestuurd naar Anderlecht. Ganvoula kwam in totaal 8 keer aan spelen toe bij Anderlecht. Daarin wist hij de netten 3 keer te doen trillen.

### VfL Bochum
In het seizoen 2018 werd de Congolees verhuurd aan het Duitse VfL Bochum voor één seizoen met aankoopoptie. Na het seizoen besloot de Duitse 2de klasser uiteindelijk om de speler definitief over te nemen. Op 10 augustus 2019 maakte Ganvoula zijn eerste Hattrick (sportterm) met Bochum. Hij scoorde 3 keer tegen het Duitse KSV Baunatal in de eerste ronde van de DFB-Pokal.

## Statistieken
| Seizoen         | Club            | Competitie         | Competitie | Competitie | Europa | Europa | Beker | Beker | Totaal | Totaal |
| Seizoen         | Club            | Competitie         | Wed.       | Dlp.       | Wed.   | Dlp.   | Wed.  | Dlp.  | Wed.   | Dlp.   |
| --------------- | --------------- | ------------------ | ---------- | ---------- | ------ | ------ | ----- | ----- | ------ | ------ |
| 2013-14         | Sainte Anne     | Premier League     | ?          | ?          | —      | —      | ?     | ?     | ?      | ?      |
| 2014-15         | Raja Casablanca | Botola Pro         | 4          | 0          | —      | —      | 0     | 0     | 4      | 0      |
| 2015-16         | Elazığspor      | TFF 1. Lig         | 18         | 5          | —      | —      | 2     | 0     | 20     | 5      |
| 2016-17         | KVC Westerlo    | Jupiler Pro League | 20         | 7          | 0      | 0      | 0     | 0     | 20     | 7      |
| 2016-17         | RSC Anderlecht  | Jupiler Pro League | 0          | 0          | 0      | 0      | 0     | 0     | 0      | 0      |
| 2016-17         | → KVC Westerlo  | Jupiler Pro League | 6          | 2          | 0      | 0      | 0     | 0     | 6      | 2      |
| 2017-18         | RSC Anderlecht  | Jupiler Pro League | 8          | 3          | 0      | 0      | 0     | 0     | 8      | 3      |
| 2017-18         | → KV Mechelen   | Jupiler Pro League | 9          | 0          | 0      | 0      | 1     | 0     | 10     | 0      |
| 2018-19         | → VfL Bochum    | 2. Bundesliga      | 21         | 5          | 0      | 0      | 1     | 0     | 22     | 5      |
| 2019-20         | VfL Bochum      | 2. Bundesliga      | 28         | 13         | 0      | 0      | 2     | 3     | 30     | 16     |
| 2020-21         | VfL Bochum      | 2. Bundesliga      | 29         | 2          | 0      | 0      | 3     | 0     | 32     | 2      |
| 2021-22         | VfL Bochum      | Bundesliga         | 9          | 0          | 0      | 0      | 1     | 0     | 10     | 0      |
| 2021-22         | → Cercle Brugge | Eerste klasse A    | 5          | 0          | 0      | 0      | 0     | 0     | 5      | 0      |
| 2022-23         | VfL Bochum      | Bundesliga         | 16         | 0          | 0      | 0      | 0     | 0     | 16     | 0      |
| 2023-24         | BSC Young Boys  | Super League       | 35         | 9          | 10     | 1      | 3     | 2     | 48     | 12     |
| 2024-25         | BSC Young Boys  | Super League       | 18         | 5          | 2      | 0      | 0     | 0     | 20     | 5      |
| 2024-25         | AC Monza        | Serie A            | 4          | 0          | 0      | 0      | 0     | 0     | 4      | 0      |
| Carrière totaal | Carrière totaal | Carrière totaal    | 218        | 50         | 12     | 1      | 13    | 5     | 243    | 56     |

## Interlandcarrière
In 2014 debuteerde Ganvoula in het voetbalelftal van Congo-Brazzaville.